# فراری اف‌اف
فراری اف‌اف (به انگلیسی: Ferrari FF) یک خودروی جی‌تی موتور وسط-جلو است که برای اولین بار در نمایشگاه خودروی ژنو سال ۲۰۱۱ توسط شرکت خودروسازی فراری رونمایی شد. اف‌اف اولین خودروی چهار چرخ متحرک و اولین خودروی شوتینگ بریک فراری محسوب می‌شود.
شرکت فراری با عرضه محصول اف‌اف خود در نمایشگاه خودرو ژنو سال ۲۰۱۱ تعجب همگان را برانگیخت و سالن فراری را به یکی از پر بازدیدکننده‌ترین سالن‌ها تبدیل نمود. فراری اف‌اف خودرویی است که از لحاظ شکل ظاهری بین یک خودروی کوپه و استیشن قرار می‌گیرد (شوتینگ بریک) که از این نظر شرکت مذکور برای نخستین بار است که دست به ساخت محصولی با این مشخصات ظاهری می‌زند. بدعت بعدی فراری در ساخت اف‌اف، ساخت خودرویی با چهار چرخ متحرک می‌باشد که پیشرانه آن در جلو نصب است. دلیل نامگذاری این مدل از فراری نیز به عبارت فراری فور (Ferrari Four) بر می‌گردد که به معنای فراری که چهار صندلی و چهار چرخ متحرک دارد می‌باشد. طراحی اف‌اف توسط پنین فارینا انجام پذیرفته‌است و پیشرانه تولید شده برای این خودرو موتوری است ۱۲ سیلندر (V) به حجم ۶٫۳ لیتر که قادر به تولید ۶۶۰ اسب بخار (PS) نیرو می‌باشد. این خودرو جانشین مدل ۶۱۲ اسکاییتی می‌باشد.
فراری اف‌اف به عنوان خودروی پلیس در کشور امارات استفاده می‌شود.

## مشخصات
پیشرانهٔ این خودرو از نوع ۱۲ سیلندر خورجینی با حجم ۶۲۶۲ سی‌سی است که می‌تواند ۶۵۱ اسب بخار قدرت (در دور موتور ۸۰۰۰ rpm) و ۶۸۳ نیوتن متر گشتاور (در دور موتور ۶۰۰۰ rpm) تولید کند.
فراری اف‌اف مجهز به گیربکس ۷ سرعتهٔ نیمه اتوماتیک همانند مدل‌های کالیفرنیا، ۴۵۸ و اف۱۲ می‌باشد؛ به علاوه فراری گیربکس دیگری را نیز برای محور جلوی خودرو تعبیه کرده‌است که دارای دو دنده، به علاوهٔ دنده عقب است. زمانی که گیربکس ۷ سرعتهٔ اصلی در دندهٔ یک یا دو باشد، گیربکس جلو در حالت دنده یک قرار می‌گیرد و در دنده‌های سه و چهار، گیربکس جلویی به دنده دوم منتقل می‌گردد. در دنده‌های پنج و بالاتر، سیستم گیربکس جلوی خودرو از دور خارج می‌شود و خودرو عملاً به حالت محور عقب متحرک در می‌آید. این سامانه موجب تقسیم وزن بهتر روی دو محور می‌شود و ۵۰٪ سبک‌تر از سیستم‌های سنتی انتقال نیرو به چهار چرخ است.
طبق ادعای شرکت فراری، اف‌اف با وجود وزن ۱۸۸۰ کیلوگرمی می‌تواند تنها در ۳٫۴ ثانیه از سکون به سرعت صد کیلومتر در ساعت، و در ۱۱ ثانیه به ۲۰۰ کیلومتر بر ساعت برسد. حداکثر سرعت این مدل ۳۳۵ کیلومتر بر ساعت می‌باشد.

### ابعاد خارجی
- وزن: ۱۸۸۰ (کیلوگرم)
- طول: ۴۹۰۷ (میلی‌متر)
- عرض: ۱۸۸۰ (میلی‌متر)
- ارتفاع: ۱۳۷۹ (میلی‌متر)
- فاصلهٔ دو محور: ۲۹۹۰ (میلی‌متر)
- فاصلهٔ چرخ‌های جلو: ۱۶۶۷ (میلی‌متر)
- فاصلهٔ چرخ‌های عقب: ۱۶۶۰ (میلی‌متر)[۲]